# LogIQs GrafIQs
A LogIQs GrafIQs oktatási program célja elsősorban vizuális problémák megoldásával problémamegoldó gondolkodást, kreativitást, fejleszteni. A gondolkodtató feladatok közben manuális tevékenységet is folytatnak a résztvevők, ezáltal a két agyféltekét egyszerre használva kialakulnak a megfelelő agyi kapcsolatok. A foglalkozásokon szerzett élmények, játékok, feladatok fejlesztő hatással vannak a logikus gondolkodás mellett más képességekre is, így a térlátásra, a térbeli gondolkodásra, a koncentrálóképességre, a matematikai gondolkodásra, a memóriára, a döntéshozatalra.
A több mint félezer feladatlapból álló feladatgyűjteményen alapuló eszközrendszer anyaga fokozatosan nehezedő feladatokkal egyre szélesebb körben mind nagyobb problémák elé állítja a tanulókat. A
feladatok között számos többszintű feladat is található, mely a különböző képességű gyerekeknek más-más szinten értelmezhető, oldható meg. A program az oktató-nevelő munka új eszköze, mely kiemelten kezeli az 5-18 éves korosztály életkori sajátosságoknak megfelelő motiválását.  A Báli Péter által kidolgozott LogIQs GrafIQs program lehet a fejlesztés, és a tehetséggondozás eszköze is, hiszen célkitűzésében a tanulókat önmagukhoz méri.
A program számos helyen bemutatkozott iskolákon kívül is, így szerepelt pl. a Kutatók Éjszakáján (2010) illetve posztereivel az InSEA (International Society for Education Through Art) 33. kongresszusán (2011).